# Erasmusbeeld (Hendrick de Keyser)
Het Erasmusbeeld is een standbeeld van Desiderius Erasmus dat is ontworpen door beeldhouwer Hendrick de Keyser. Het is voor zover bekend het oudste bronzen standbeeld van Nederland.

## Geschiedenis
Het beeld werd in 1622 door de Rotterdamse bronsgieter Jan Cornelisz. Ouderogge gegoten en geplaatst op de Grotemarkt. De plaatsing van het bronzen beeld werd bekritiseerd door Calvinistische predikanten die Erasmus een libertijn en bespotter van religie noemde.
In mei 1940 kwam het ongeschonden uit het bombardement op Rotterdam en werd het door de gemeentelijke dienst Kunstbescherming van zijn sokkel gehaald en onopvallend naar het Museum Boijmans Van Beuningen gebracht. Daar werd het op de binnenplaats onder betonplaten en zandzakken verborgen. In juli 1945 kreeg het beeld een plaats op de Coolsingel, maar het moest in september 1963 wijken voor de metro. Uiteindelijk heeft het beeld in 1964 een plaats gekregen op het Grotekerkplein voor de Grote of Sint-Laurenskerk. Het beeld staat op een kopie van de sokkel uit 1677. De oude sokkel is op 23 februari 1965 naar het Erasmiaans Gymnasium vervoerd. In 1996 werd het beeld door onbekenden omver getrokken. In 1997 werd het beeld gerestaureerd waarna het in 1998 weer op zijn sokkel werd gehesen.Het Erasmusbeeld staat in een rechte lijn naar zijn geboortehuis, in een figuratie van blauwe tegels met latijnse spreuken uit zijn werken.
Standbeelden behoorden volgens de oud-Nederlandse opvatting in kerken. Het standbeeld van Erasmus was daarom twee eeuwen lang het enige standbeeld op een openbaar plein. De Nederlandse historicus Johan Huizinga merkte op dat het standbeeld van Erasmus in meerdere opzichten opmerkelijk is. 

Het blijft in hooge mate karakteristiek, dat een paar eeuwen lang eigenlijk het eenige openbare standbeeld in Nederland niet dat van een krijgsman, vorst of staatsman is geweest, noch van een dichter, maar van een geleerde, die nog wel dat vaderland tamelijk had veronachtzaamd.
— Johan Huizinga

In Brooklyn staat op het plein van de Erasmus Hall High School een levensgrote kopie van dit beeld door Simon Miedema.

## Eerdere beelden
Het bronzen beeld is voorafgegaan door eerdere versies. Het eerste standbeeld was van hout en verrees voor het vermeende geboortehuis van Erasmus in de Wijde Kerksteeg ten behoeve van de intocht van prins Filips in Rotterdam op 27 september 1549. Deze beeltenis van Erasmus hield een rol met daarop een Latijnse lofrede in zijn hand. Het beeld was het eerste niet-religieuze standbeeld van Nederland. Na het bezoek werd het verplaatst naar de West-Nieuwlandsche brug op de locatie 51° 55′ 14″ NB, 4° 29′ 11″ OL.
In 1557 verscheen op dezelfde plaats een vervangend, blauw arduinstenen beeld, dat in 1572 kapotgeschoten en in de gracht geworpen werd door het Spaanse leger onder leiding van Graaf van Bossu. Eenmaal weer boven water heeft het beeld tot 1621 op de Grotemarkt gestaan, totdat men de beeldhouwer Hendrick de Keyser opdracht gaf een bronzen beeld te maken.

## Erasmusbeeld in de populaire cultuur
In het jeugdboek Kruimeltje vertelt Kruimeltje een bijzonderheid over het standbeeld van Erasmus:

... en vlak bij had je 't standbeeld van Jerassemus, die 'n blad van z'n boek omsloeg elken keer as-die de groote klok hoorde slaan...’ / ‘Larie hoor. Hij had wel meer als 'n uur staan wachten en de klok had wel vier keer geslagen, maar Jerassemus vertikte het lekker om een blad om te slaan... hij moest dat eene bladzij nou wel van buite kenne...
— Kruimeltje (1923, p18), Chris van Abkoude

In het lied Erasmus, dat in 1994 verscheen op het album Badmuts verplicht, beklaagt de Rotterdamse muziekgroep The Amazing Stroopwafels zich over de almaar lezende "geleerde steen" die afsteekt bij de werklust van de Rotterdammer.
In Rotterdam doet het verhaal de ronde dat als Erasmus de bladzijde die hij vast heeft, omslaat, er rampspoed over de stad zou komen. naar verluidt is de laatste keer dat dit is voorgevallen 13 mei 1940, vlak voor het Bombardement op Rotterdam.